# Comté d'Embu
Le comté d'Embu est un comté du Kenya. Embu, ancien siège de la province de l'Est en est le chef-lieu.
Le comté est une région métropolitaine avec une population de 608 599 personnes sur une superficie de 2 821 km2. Il confine avec le Kirinyaga à l'ouest, le Kitui à l'est, le Tharaka Nithi au nord et le Machakos au sud.
Il est divisé en quatre circonscriptions: Manyatta, Runyenjes, Mbeere North et Mbeere South qui forment des sous-comtés.

## Conditions physiques et naturelles

### Topographie et géologie
Le comté est situé sur le mont Kenya et la chaîne Aberdare, donc le sol se compose de Nitisol (en), Andosol, Vertisol, Ferrosol et Cambisol.
Le comté d'Embu descend du nord-ouest vers l'est et le sud-est avec quelques collines isolées comme Kiambere, Kianjiru et Kiang'ombe. Le comté est caractérisé par des hauts plateaux et des basses terres. Son altitude est d'environ 515 m  dans le bassin du fleuve Tana à l'est et atteint plus de 4 570 m d'altitude dans le nord-ouest qui fait partie du mont Kenya.
Le comté d'Embu compte six grands fleuves, le Thũci, Tana, Kiĩ, Rũvingasĩ, Thiba et Ĩna. Entre la ville d'Embu et la rivière Thũci se trouve une zone dont l'altitude varie entre 910 m et 1 525 m. Les plaines de Mwea se situent dans la partie sud du comté.

### Conditions climatiques
Le régime pluviométrique est bimodal avec deux saisons des pluies distinctes. De longues pluies tombent entre mars et juin et les pluies brèves entre octobre et décembre. La quantité de pluie varie avec l'altitude, sa moyenne se situe à environ 1 067,5 mm par an, variant entre 640 mm et 1 495 mm par an. À des altitudes situées au-dessus de 1 700 m, le modèle passe au tri-modal. Les températures varient d'un minimum de 12   °C en juillet jusqu'à un maximum de 30   °C en mars avec une moyenne de 21   °C. La gamme altitudinale étendue du comté d'Embu influence les températures qui varient de 20   °C à 30   °C. Juillet est généralement le mois le plus froid avec une température mensuelle moyenne de 15   °C tandis que septembre est le mois le plus chaud avec une température mensuelle moyenne atteignant 27,1   °C. Il existe cependant un climat localisé, en particulier dans la région du Sud en raison de leur proximité avec les barrages de Masinga, Kamburu, Gĩtaru, Kĩndaruma et Kĩambere.

## Unités administratives et politiques

### Divisions administratives
| Sous-comté                                            | Divisions | Surface (km 2) | Nombre d'emplacements |
| ----------------------------------------------------- | --------- | -------------- | --------------------- |
| Embu West                                             | Central   | 69,5           | 2                     |
| Embu West                                             | Nembure   | 87,7           | 3                     |
| Embu North                                            | sam       | 111,7          | 7                     |
| Embu East                                             | Runyenjes | 153,4          | 6                     |
| Embu East                                             | Elianda   | 100,4          | 5                     |
| Mbeere South                                          | Gachoka   | 297,6          | 3                     |
| Mbeere South                                          | Elianda   | 172,7          | 2                     |
| Mbeere South                                          | Elianda   | 342,2          | 1                     |
| Mbeere South                                          | sam       | 508,9          | 5                     |
| Elianda                                               | Evurore   | 409,8          | 4                     |
| Elianda                                               | Sam       | 361,3          | 4                     |
| Forêt du mont Kenya (partie d'Elianda et d'Embu Nord) | -         | 202,8          | -                     |
| Total                                                 | -         | 2818           | 42                    |

### Subdivision administrative
Le comté d'Embu est divisé en cinq districts; Embu West avec siège à Embu town, et Embu North avec siège à Manyatta. Ces deux districts forment la circonscription de Manyatta, Embu East, dont le siège est à Runyenjes, Mbeere North, dont le siège est à Siakago, et Mbeere South, dont le siège est situé à Kiritiri.

### Unités politiques
Le comté d'Embu compte quatre circonscriptions parlementaires : Runyenjes, Manyatta, Mbeere North et Mbeere South.
| Circonscription électorale      | Nombre de quartiers | Électeurs éligibles | Électeurs inscrits |
| ------------------------------- | ------------------- | ------------------- | ------------------ |
| Circonscription de Manyatta     | 6                   | 98 703              | 74 115             |
| Circonscription de Runyenjes    | 6                   | 88 254              | 66,261             |
| Circonscription de Mbeere North | 3                   | 47 174              | 36,423             |
| Circonscription de Mbeere South | 5                   | 71 465              | 50,190             |
| Total                           | 20                  | 305 596             | 226 989            |

## Démographie
Les populations locales sont pour la plupart des ethnies Embu, Kamba et Mbeere. Les Embu se trouvent dans les circonscriptions de Manyatta et Runyenjes tandis que les Kamba et Mbeere se trouvent principalement dans les circonscriptions de Mbeere North et Mbeere South, les Kamba se trouvant principalement dans Mbeere South.
La population du comté d'Embu est estimée à 543 221 personnes, 267 609 hommes et 275 612 -femmes, avec un taux de croissance annuel estimé à 1,7% sur la base du recensement de la population et du logement au Kenya (KPHC) de 2009.

### Répartition et densité de la population
| CIRCONSCRIPTION ÉLECTORALE | 2009 (recensement) | 2009 (recensement) | 2012 (Projections) | 2012 (Projections) | 2015 (Projections) | 2015 (Projections) | 2017 (Projections) | 2017 (Projections) |
| CIRCONSCRIPTION ÉLECTORALE | Population         | Densité (km 2)     | Population         | Densité (km 2)     | Population         | Densité (km 2)     | Population         | Densité (km 2)     |
| -------------------------- | ------------------ | ------------------ | ------------------ | ------------------ | ------------------ | ------------------ | ------------------ | ------------------ |
| Manyatta                   | 154,632            | 575                | 162 723            | 605                | 171,237            | 637                | 177 159            | 659                |
| Runyenjes                  | 142,360            | 561                | 149 809            | 590                | 157 647            | 621                | 163 099            | 643                |
| Mbeere North               | 89 035             | 115                | 93 694             | 122                | 98,596             | 128                | 102 006            | 132                |
| Mbeere South               | 130 185            | 99                 | 136,997            | 104                | 144 165            | 109                | 149,151            | 113                |
| TOTAL                      | 516,212            | 183                | 543,222            | 193                | 571,645            | 203                | 591,415            | 210                |

## Services et urbanisation
| Urbanisation                | 16,1 |
| Alphabétisation             | 92,7 |
| Scolarisation (15-18 Yrs)   | 71,3 |
| Routes pavées               | 4,5  |
| Réseau routier              | 33,7 |
| Accès à l'électricité       | 14,9 |
| Indice de pauvreté          | 42   |
| Statistiques pour le comté. |      |

## Infrastructure et accès

### Routes et piste d'atterrissage
Le comté d'Embu possède un vaste réseau routier avec 914,3 km sur terre, 402 km gravillonnée et 120 km de tarmac dont l'autoroute Meru-Embu et la route Embu-Kĩrĩtirĩ. La plupart des routes de surface en terre dans le comté d'Embu sont impraticables pendant les saisons des pluies et doivent être gravillonnées ou goudronnées.
Le comté d'Embu possède une piste d'atterrissage située à Don Bosco dans la ville d'Embu qui en cours de rénovation.

### Postes et télécommunications
Le secteur des postes et télécommunications possède deux bureaux de poste à Embu et Runyenjes et 13 bureaux de poste auxiliaires dans les principaux centres commerciaux. Le comté d'Embu bénéficie d'une couverture de réseau mobile de 98%.

## Éducation

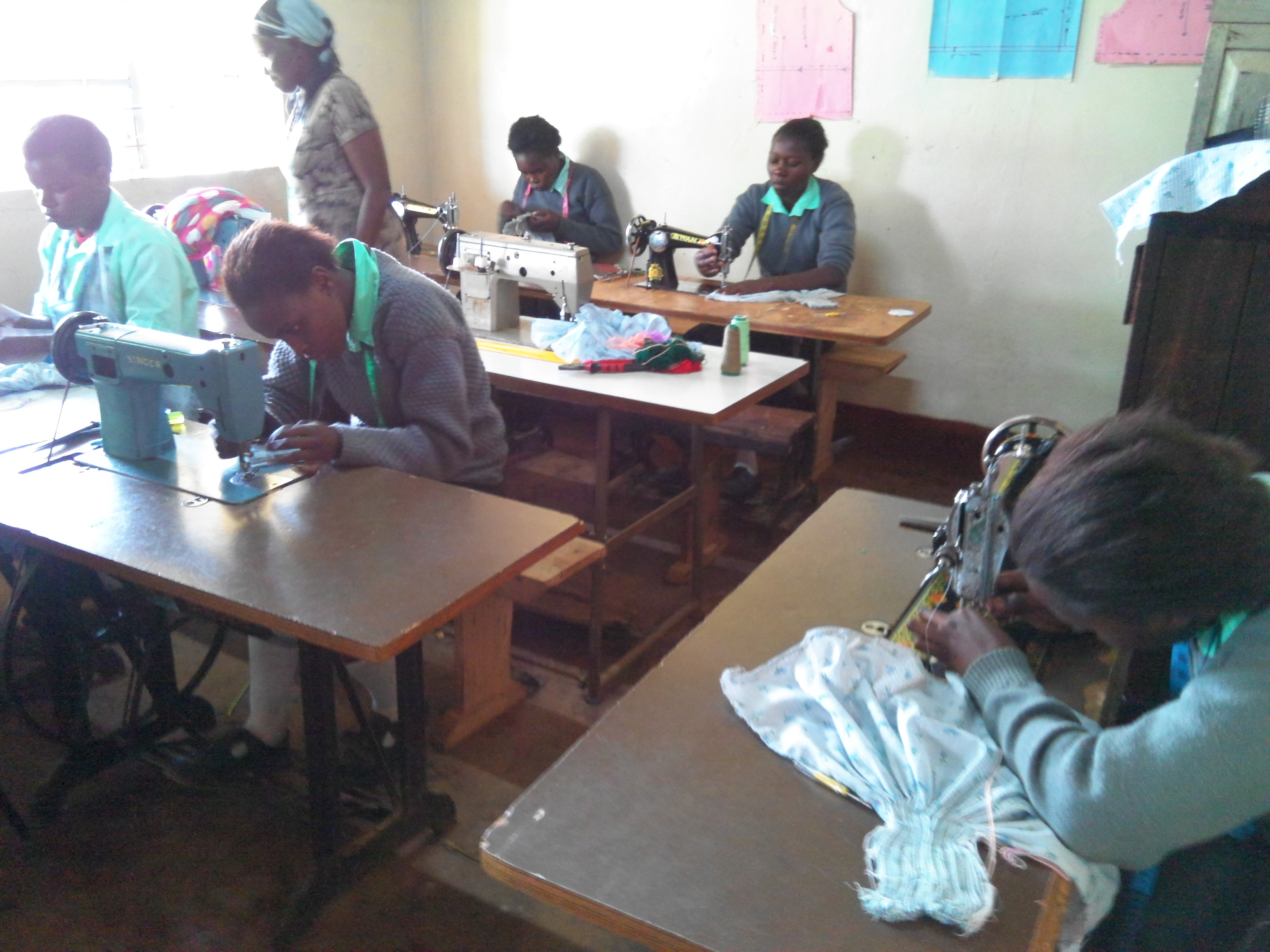
Une école polytechnique dans le comté d'Embu

Le comté  emploie des enseignants d'éducation de la petite enfance au Kenya. Depuis janvier 2014, 483 enseignants ECDE sont employés avec l' ouverture de 10 écoles polytechniques pour les jeunes: Mutuobare, Mbonzuki, Makawani, Kiamuringa, Munyori, Makima, Kibugu, Kamutu, Muvandori et Kavutiri.

## Santé

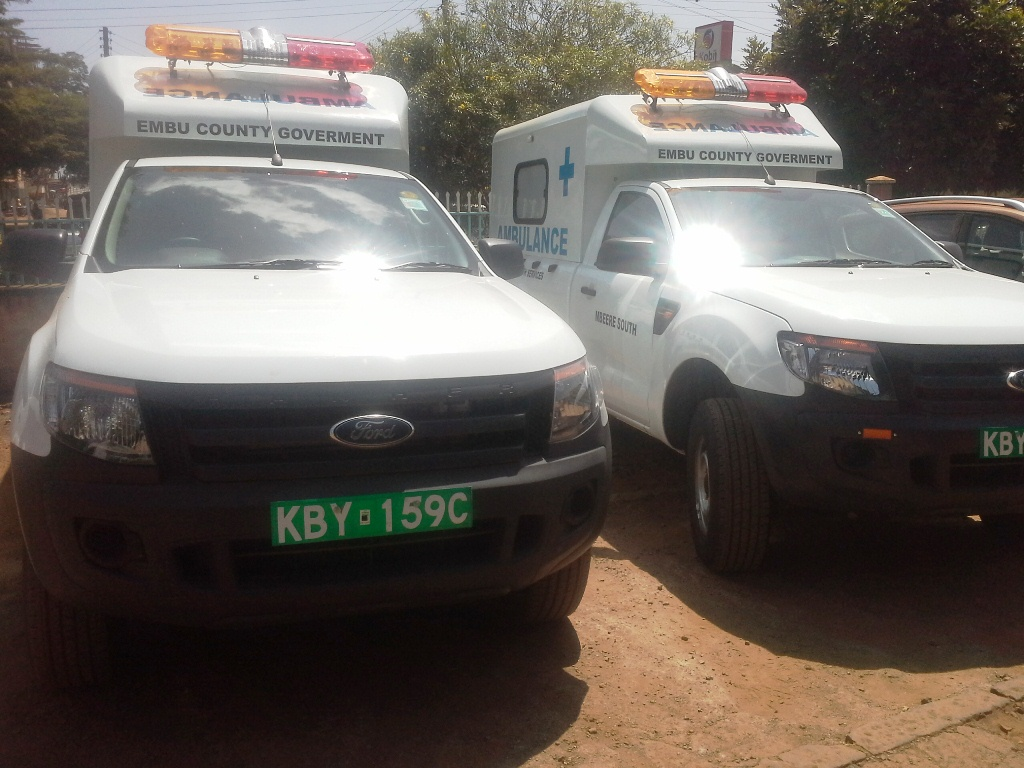
Certaines des ambulances du comté d'Embu

Le comté compte cinq hôpitaux d'État, trois centres de santé et plus de 80 cliniques privées. En 2005, il y avait environ 10 500 patients par médecin. Les principaux traitements sont le paludisme, les infections respiratoires, les maladies de la peau et les infestations de vers. La prévalence du VIH est d'environ 26 %. La mortalité infantile était de 5,6 % en 2005, 0,6 % des enfants mourant avant leur cinquième anniversaire.

## Économie

### Agriculture

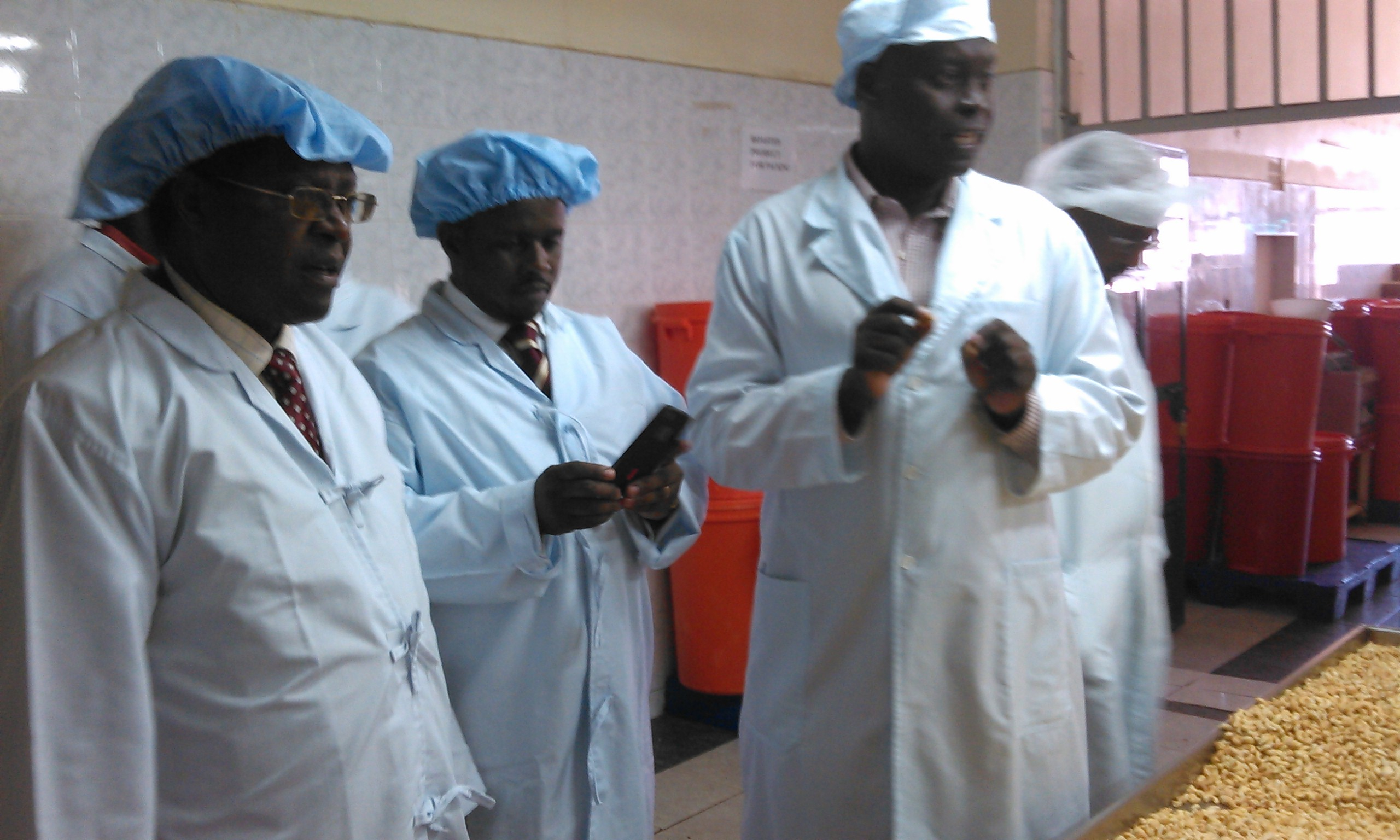
Le gouverneur Martin Wambora visite une usine de Macadamia dans le comté de Murang'a

Le secteur de l'agriculture emploie 70,1% de la population et concerne 87,9%. La partie en altitude du comté d'Embu est destinée à la culture du café et du thé tandis que la partie inférieure produit principalement des cultures de subsistance : maïs,haricots, niébé,bananes, sorgho, tomates, papaye, avocat et agrumes.
La superficie totale des cultures de subsistance est d'environ 14 000 ha, comparés aux  19 000 ha des cultures de rente.
L'élevage est en essor, avec la relance de coopératives laitières et d' investissements du secteur privé dans les usines de transformation du lait. L'élevage laitier est concentré dans les parties hautes du comté tandis que dans les parties basses, sont élevées des races indigènes. Les principaux types d'animaux élevés sont les bovins, les chèvres, les moutons, les poulets et lapins.
Les principaux types de poissons comprennent; la truite, le tilapia et le poisson chat que l'on trouve principalement dans les barrages hydroélectriques. Le gouvernement a créé 200 étangs à poissons dans chacune des quatre circonscriptions et le poisson est généralement vendu localement.

### Tourisme

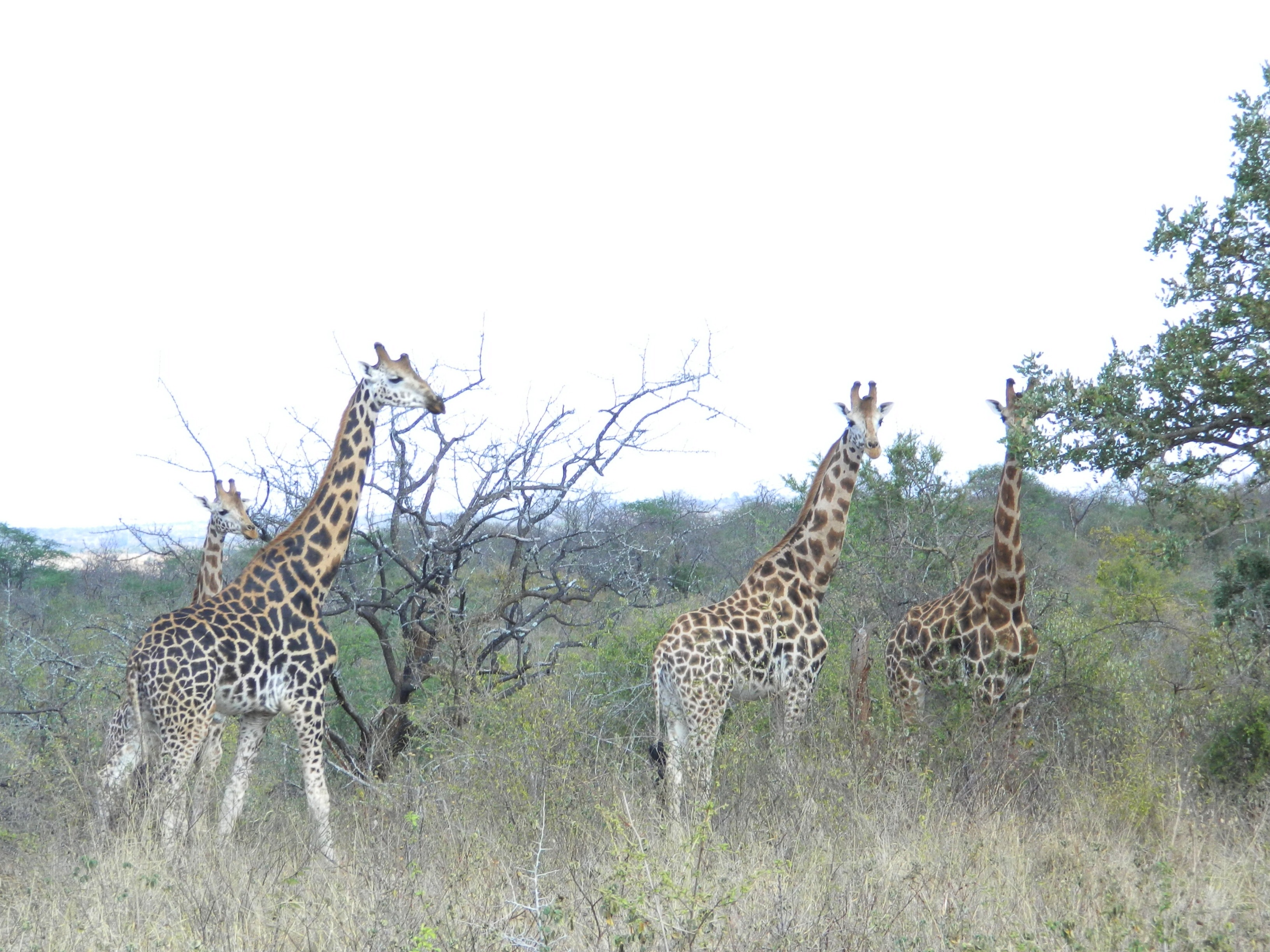
Girafes dans la réserve nationale de Mwea

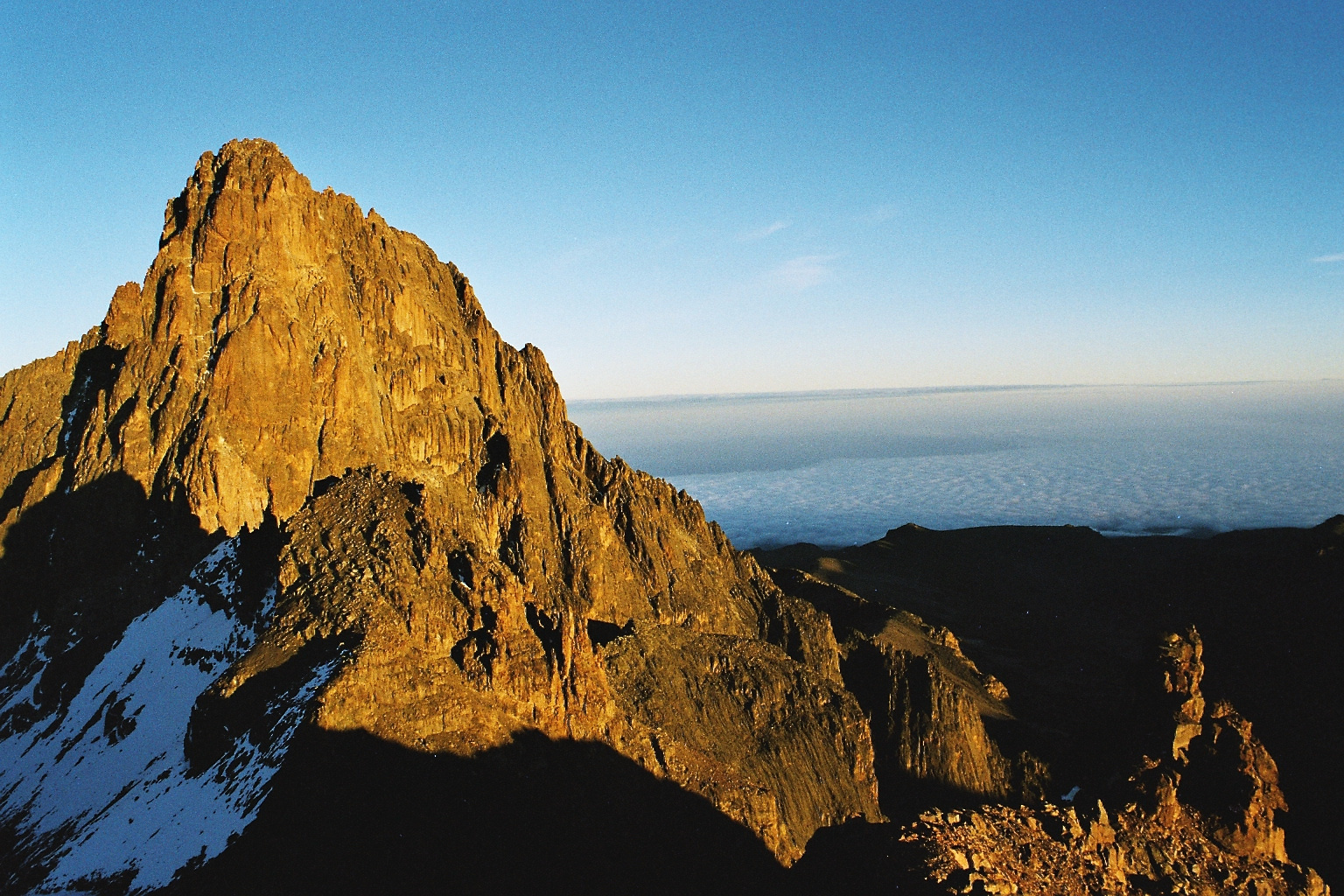
Mont Kenya

Le tourisme est un sous-secteur clé. Certains des sites disponibles comprennent des grottes, des cascades et des collines rocheuses pour les grimpeurs avec accès au mont. Kenya. Les barrages hydroélectriques sont une source d'attraction touristique.
Deux réserves nationales, Mwea et Mt. Kenya constituent des attractions touristiques avec les chutes d'eau Nthenge Njeru près de Kirimiri.

#### Faune
Il existe une variété d'espèces sauvages : éléphants, buffles, lions, babouins, hippopotames, singes columbus et de nombreuses espèces d'oiseaux.

### Industrie
Les principaux barrages qui génèrent de l'énergie hydroélectrique pour le pays se trouvent en partie dans le comté d'Embu. Ces barrages comprennent Kiambere, Gitaru, Kindaruma et Masinga, tous situés le long de la rivière Tana.
3 000 acres de terre sont réservés pour la mise en place d'un parc industriel dans la circonscription de Machang'a Mbeere South tandis que la circonscription de Manyatta accueille un parc des petites et moyennes entreprises (PME).. Le comté d'Embu étant le plus grand producteur de macadamia dans les Grands Lacs africains, une usine est mise en place dans la circonscription de Manyatta.

## Voir également
- Comté de Kirinyaga
- Comté de Kitui
- Comté de Machakos
- Comté de Meru
- Comté de Muranga
- Comté de Tharaka-Nithi